# Amnesia: The Dark Descent
Amnesia: The Dark Descent ist ein Survival-Horror-Computerspiel des unabhängigen Spieleentwicklers Frictional Games, der zuvor schon die eng verwandte Penumbra-Spieleserie schuf. Das aus der Egoperspektive gespielte Horror-Adventure wurde im September 2010 für Windows, Mac OS X und Linux veröffentlicht.
Eine indirekte Fortsetzung, Amnesia: A Machine for Pigs, die zusammen mit The Chinese Room entwickelt wurde, wurde im September 2013 veröffentlicht.

## Handlung
Amnesia: The Dark Descent spielt im 19. Jahrhundert. Der Protagonist Daniel wacht in einer dunklen, scheinbar unbewohnten Burg auf, ohne sich erinnern zu können, wie er dorthin gelangt war und wer er eigentlich ist. Er weiß nur, dass er Daniel heißt und vor etwas auf der Flucht ist, das ihn jagt. Durch das Auffinden einer Notiz von Daniel an sich selbst stellt sich schließlich heraus, dass er absichtlich sein Gedächtnis mittels eines Trankes ausgelöscht und es sich zum Ziel gesetzt hat, einen gewissen Alexander von Brennenburg in der Burg zu finden und zu töten. Die Gründe hierfür werden jedoch erst im Laufe des Spiels offenbart.
Daniel begleitete vor einigen Jahren eine Ausgrabung in Algerien, die das Grab von Tin Hinan freilegen sollte. Durch einen Unfall wird Daniel kurzzeitig in der zentralen Grabkammer eingeschlossen und findet dort eine bläulich leuchtende Kugel, die ihn magisch anzuziehen scheint. Bei Berührung offenbaren sich Daniel Visionen einer fremden Welt mit endlosen Wüsten und „unmöglicher Geometrie“; die Kugel zerspringt darauf und Daniel verliert das Bewusstsein. Nach seiner Rettung aus der Grabkammer wird er vom Ausgrabungsleiter Prof. Herbert aus gesundheitlichen Gründen nach London zurückgeschickt.
Daniel nimmt die Kugel mit zu sich nach Hause, findet aber heraus, dass die Einzelteile der Kugel nicht zusammenpassen. Rückfragen nach der Expedition von Prof. Herbert ergeben, dass die verbliebenen Teilnehmer in der Wüste verschwunden sind. Alle Wissenschaftler, die Daniel zu der merkwürdigen Kugel konsultiert – darunter Geologen und Historiker – werden nach kurzer Zeit brutal ermordet. Daniel gelingt es unterdessen, die Kugel – wie von selbst und ohne die Hilfe von Klebemittel – wieder zusammenzusetzen. Verzweifelt auf der Suche nach Hilfe und von Alpträumen geplagt, schleicht sich Daniel in das Büro von Prof. Herbert an der Universität und entwendet sein Adressbuch. Unter den Adressaten von Daniels Hilferufen befindet sich der preußische Adlige Alexander von Brennenburg, der ihn im Versprechen, ihm zu helfen, auf sein Schloss nahe der Ostsee einlädt. Alexander weist Daniel darauf hin, dass die Entwendung der Kugel aus dem Grab in Algerien deren Wächter, eine grauenvolle, kosmische Bestie, die Alexander den „Schatten“ nennt, erweckt hat. Um diesen Wächter aufzuhalten, bedürfe es einer mystischen Form von Lebensenergie, der Vitae, die Lebewesen – am effektivsten Menschen – ähnlich wie Adrenalin unter großen physischen Schmerzen und Angst entwickeln.
Aus panischer Angst vor dem Schatten und mangels eines anderen Ausweges willigt Daniel ein, Alexander bei der Entführung, wiederholten Folterung und schließlich Ermordung unzähliger Menschen zu helfen und in Ritualen im „inneren Heiligtum“ des Schlosses Brennenburg die abgezapfte Vitae zur Zurückdrängung des Schattens zu verwenden. Einen Teil dieser Leute, darunter vor allem ehemalige Landsknechte und niedere Adlige aus dem Dreißigjährigen Krieg, verwandelte Alexander mittels vergifteten Weines und nachträglicher Anwendung von Vitae in groteske, untote Dienerkreaturen, die durch die dunklen Gänge Brennenburgs schleichen. Erst später wehrt sich Daniel gegen die Methoden Alexanders, da er herausfindet, dass dieser nur die Macht der Kugel für sich gewinnen will, um in eine „andere Welt“ zu gelangen, aus der Alexander vor Jahrhunderten verbannt wurde. Daniel wird klar, dass es sich bei Alexander um ein telepathisches, Jahrhunderte altes Wesen handelt, das erst durch eine eben solche Kugel in unsere Welt reiste, wie er sie in dem Grab in Algerien fand. Diese Erkenntnis, in Verbindung mit den extremen Schuldgefühlen angesichts seiner grauenhaften Taten, bringt Daniel dazu, seine Erinnerung an seine Verbrechen mit eben dem Trank auszulöschen, der nach jeder Folter den Opfern verabreicht wird, um die Erinnerung an den erlittenen Schmerz zu löschen und Gewöhnung und psychische Abstumpfung zu verhindern.
Mit der Unterstützung des frühneuzeitlichen Universalgelehrten und Okkultisten Heinrich Cornelius Agrippa, einem ehemals engen Freund Alexanders, der von diesem mittels Vitae am Leben gehalten wurde, gelingt es Daniel, in das „innere Heiligtum“ des Schlosses vorzudringen und Alexander daran zu hindern, in „seine Welt“ zurückzukehren. Agrippas Ziel ist es dabei, seinem einstigen Schüler Johann Weyer, dem es gelang, in eine der fremden Welten zu reisen, zu folgen und anstelle von Alexander das Portal zu durchschreiten.
Was am Ende geschieht, kann der Spieler selbst entscheiden. Entweder man tut nichts, wird vom Schatten getötet und sieht dabei zu, wie Alexander ungehindert durch das Portal entkommt. Dieses Ende kann auch schon vorher in den Gefängniszellen erreicht werden, indem der Spieler einfach in seiner Zelle bleibt. Das wird die Aufmerksamkeit des Schattens erregen, welcher Daniel dann in seiner Zelle tötet. Oder man wirft Agrippas Kopf, welchen man ihm kurz zuvor abgesägt hat und dessen Seele mittels Alchemie darin eingeschlossen wurde, in das Portal, was den vermutlichen Tod des Protagonisten und die anschließende Rettung durch Johann Weyer im Jenseits zur Folge hätte. Als dritte Option wirft man die Säulen um, welche das Portal mit Energie versorgen, was die Öffnung des Portals verhindert. Dadurch wird Alexander vom Schatten getötet und Daniel steht es nun frei, Brennenburg zu verlassen.
Amnesia: Justine
Im April 2011 wurde im Rahmen des Portal-2-Alternate-Reality-Game (ARG) das kostenlose Add-on Justine veröffentlicht. Dieses ist keine Fortführung von Amnesia: The Dark Descent, sondern behandelt einen in sich abgeschlossenen Handlungsstrang. In dem Add-on kontrolliert der Spieler die weibliche Protagonistin Justine, die soziopathisch veranlagt ist und an einer psychischen Krankheit leidet. Über ihre Vorgeschichte erfährt man nur über einige im Spiel verstreute Notizen. Justine erwacht in einer verschlossenen Zelle, über einen Phonographen wird ihr mitgeteilt, dass sie von nun an Teil eines Tests ist. Im Laufe des Spiels begegnet der Spieler drei Gefangenen und er hat die Wahl, sie zu töten oder ein Rätsel zu lösen, um weiterzukommen. Die Entscheidung beeinflusst das Ende des Spiels. Erst zum Schluss erfährt der Spieler, dass sich Justine selbst eingesperrt und sich dem Test unterzogen hat, um zu überprüfen, ob sie noch Gefühle und Menschlichkeit zeigen kann, nachdem sie in ihrem Keller mehrere Menschen gefoltert und verstümmelt hat.
Innerhalb des Spiels finden sich mehrere Anspielungen und Hinweise auf das Videospiel Portal 2.

## Spielprinzip und Technik
Ähnlich der Penumbra-Reihe von Frictional Games ist auch Amnesia: The Dark Descent ein Adventure in der Egoperspektive, das Horror-Elemente mit Physik-basierter Interaktion von Objekten vereint. Der Spieler trägt während des gesamten Spielverlaufs keinerlei Waffen bei sich und muss sich somit vor Gegnern verstecken oder an ihnen vorbeischleichen. Durch die eingebaute Physik-Engine kann das Halten, Werfen und Interagieren mit Objekten realistischer dargestellt werden. So können beispielsweise Türen nicht durch einen einfachen Tastendruck geöffnet werden, sondern müssen durch Klicken und Ziehen mit der Maus bewegt werden.
Das Spiel enthält ein System, das den psychischen Zustand des Spielecharakters darstellen soll, ähnlich dem System in Call of Cthulhu: Dark Corners of the Earth. Hört der Spieler unheimliche Geräusche, trifft auf Gegner oder erlebt andere verstörende Ereignisse, verschlechtert sich sein Bewusstsein im Spiel und er beginnt Dinge anders wahrzunehmen, als sie es in Wirklichkeit sind. Eine wichtige Rolle spielt hierbei, ob man sich in der Dunkelheit befindet oder in der Nähe von Lichtquellen wie etwa der eigenen Laterne oder Kerzen. Im Dunkeln verliert der Spieler schnell den Verstand und sein psychischer Zustand verschlechtert sich, dafür kann man jedoch nur sehr schwer von Gegnern entdeckt werden, sofern man sich nicht bewegt.
Auf Wunsch können unterschiedliche Audiokommentare der Entwickler im Hintergrund abgespielt werden. Ist diese Funktion aktiviert, werden hin und wieder spezielle Symbole in den Levels eingeblendet, mit denen interagiert werden kann. Die Gesamtdauer aller Kommentare beträgt etwa 60 Minuten.
Es ist möglich, eigene Geschichten für Amnesia: The Dark Descent zu entwerfen, die anschließend im Spiel geladen werden können. Hierfür werden verschiedene Werkzeuge für die HPL2-Engine angeboten, die das Erstellen von eigenen Leveln, Modellen, Partikeleffekten und Materialien ermöglichen. Erweiterte Spielelogik kann in Form einer C-ähnlichen Skriptsprache implementiert werden.

## Rezeption
Amnesia: The Dark Descent wurde von der Spielepresse „weitgehend positiv“ aufgenommen. Aus 44 Wertungen aggregierte Metacritic einen Gesamtwert von 85 von 100.
Das Magazin Adventure-Treff kritisierte die Grundidee des Plots als ausgelutscht, stellte aber heraus, dass die anfängliche Spannung bis zum Ende des Spiels anhalte. Herausragendes Merkmal des Spiels ist laut Adventure-Treff die „intensive Atmosphäre“, die vor allem durch passende und beängstigende Klangeffekte hervorgerufen werde. Das Magazin kritisierte ein vorhersehbares Auftauchen und Verhalten von Gegnern. Das US-Magazin IGN stellte heraus, dass sich die Erzählstruktur des Spiels an den Werken von H.P. Lovecraft orientiere. Das Magazin pries die „bedrohliche und verstörende“ Story und monierte „wenig beeindruckende“ Rätsel und teils alberne Vertonung, sah in Summe jedoch „eines der unheimlichsten Spiele der jüngeren Geschichte“.

„Der Indie-Entwickler Frictional Games zeigt mit dem eindrucksvollen Grusel-Adventure Amnesia, wie man erinnerungswürdige Momente erschafft. Und nackte Panik.“

„Gänzlich ohne Waffen und dabei vom eigenen Verstand betrogen zu werden ist schon eine sehr schmucke Sache. Von der düsteren Optik her sehr gut umgesetzt und Soundtechnisch auf dem höchsten Niveau, kommt dieser schwedische Beitrag daher.“